# アルファヴィル (建築設計)
アルファヴィルは、日本のアトリエ系建築設計事務所。本社は京都市右京区。
竹口健太郎と山本麻子で主宰。1998年設立。Hi e Award 09 for Innovative Excellence in Private Housing、Design For Asia Award 2009 GOLD Award 受賞。

## おもな人物
- 竹口健太郎（たけぐち・けんたろう、1971年-　）京都府生まれ。

1994年、京都大学工学部建築学科卒業。1995年から1996年までロンドン・AAスクールでFOAアーキテクツに師事。1998年、京都大学大学院修士課程修了。現在、京都造形芸術大学・宝塚造形芸術大学非常勤講師
- 山本麻子（やまもと・あさこ、1971年-）滋賀県生まれ。

1994年、京都大学工学部建築学科卒業。1995から1996年にかけてパリ建築学校ラ・ヴィレット校留学。1997年、京都大学大学院修士課程修了。1997から98年山本理顕設計工場。1999年から京都大学大学院工学研究科博士課程。京都造形芸術大学・宝塚造形芸術大学非常勤講師を経て大阪工業大学教授。

## おもな作品
- Hall House 1，Hall House 2
- New Kyoto Town House
- 町屋型住宅
- ITオフィスインテリア
- 琵琶湖岸に建つ住宅